# Флаг Муслюмовского района
Флаг Муслю́мовского муниципального района Республики Татарстан Российской Федерации — опознавательно-правовой знак, служащий официальным символом муниципального образования.

## Описание
«Флаг представляет собой прямоугольное зелёное полотнище с отношением ширины к длине 2:3, несущее вдоль нижнего края голубую полосу габаритной шириной в 3/10 ширины полотнища, отделённую от основной части волнистой белой чертой. Посередине полотнища — пересекающая границу полосы жёлтая с чёрными, телесного цвета и оранжевыми деталями фигура мальчика-пастуха, играющего на курае; по сторонам от этой фигуры — жёлтые с оранжевыми деталями стилизованные наконечники стрелы и копья».

## Обоснование символики
Флаг разработан на основе герба района, отражающего исторические, культурные и природные особенности района.
Главная фигура — юноша — символизирует юность, расцвет, стремление к совершенству, движение вперёд. Этим указывается на большой потенциал развития района. Стилизованные татарские одежды и народный музыкальный инструмент (курай) подчёркивают историко-культурные особенности района, население которого в подавляющем большинстве татары.
Наконечники копий — символ способности народа постоять за себя. Также они указывают на богатое историко-культурное наследие и природные особенности района. Недра района богаты на полезные ископаемые, среди которых издавна известна медь. Из меди производились наконечники стрел, копий, другое оружие и предметы быта, которые до сих пор являются предметом археологических находок и достоянием истории района.
Синяя волнистая полоса, окаймлённая серебром, отражает природные ресурсы района — это берущая начало в Башкортостане живописная река Ик, которая проходит через Бавлинский, Азнакаевский районы Татарстана и делит на две части Муслюмовский район. Она питает округ жизненной силой.
Зелёный цвет — символ сельского хозяйства, плодородия, природы, жизни.
Синий цвет (лазурь) — символ чести, благородства, духовности.
Жёлтый цвет (золото) — символ урожая, богатства, солнечной энергии и тепла, уважения и интеллекта.